# تولید (اقتصاد)

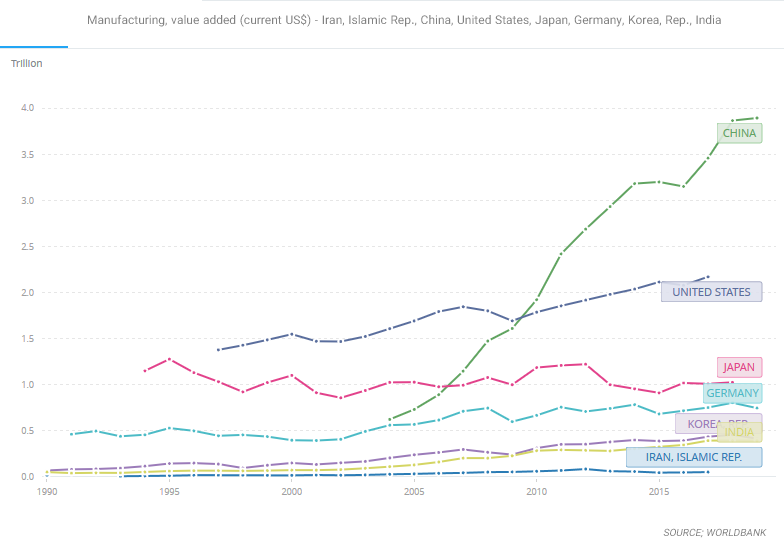
مقایسه روند سالیانه ارزش افزوده تولید کشور ایران با برخی کشورهای دیگر. نمودار نشان می‌دهد چین با شیب زیادی ارزش افزوده تولید خود را افزایش داده‌است. منبع: بانک جهانی

تولید (به انگلیسی: Production) فرایند ترکیب ورودی‌های مختلف از مواد و غیر مواد (نقشه‌ها، دانش ساخت و…) با یکدیگر در جهت ساخت چیزی برای مصرف می‌باشد (خروجی). تولید در اصل ساخت یک خروجی، کالا یا خدمت دارای ارزش است که افراد از آن سود می‌برند. قسمتی از علم اقتصاد که بر روی تولید تمرکز دارد به عنوان تئوری تولید شناخته می‌شود، که شباهت‌های فراوانی به تئوری مصرف در علم اقتصاد دارد.

## تعریف
تولید یا ساخت نام صنعت بسیار مهمّی ست که از ماقبل تاریخ ایجاد شد. شاید بتوان تولید را اوّلین صنعت بشر دانست. نیاز به تولید، منجر به پیشرفت تمام رشته‌های مهندسی شد.

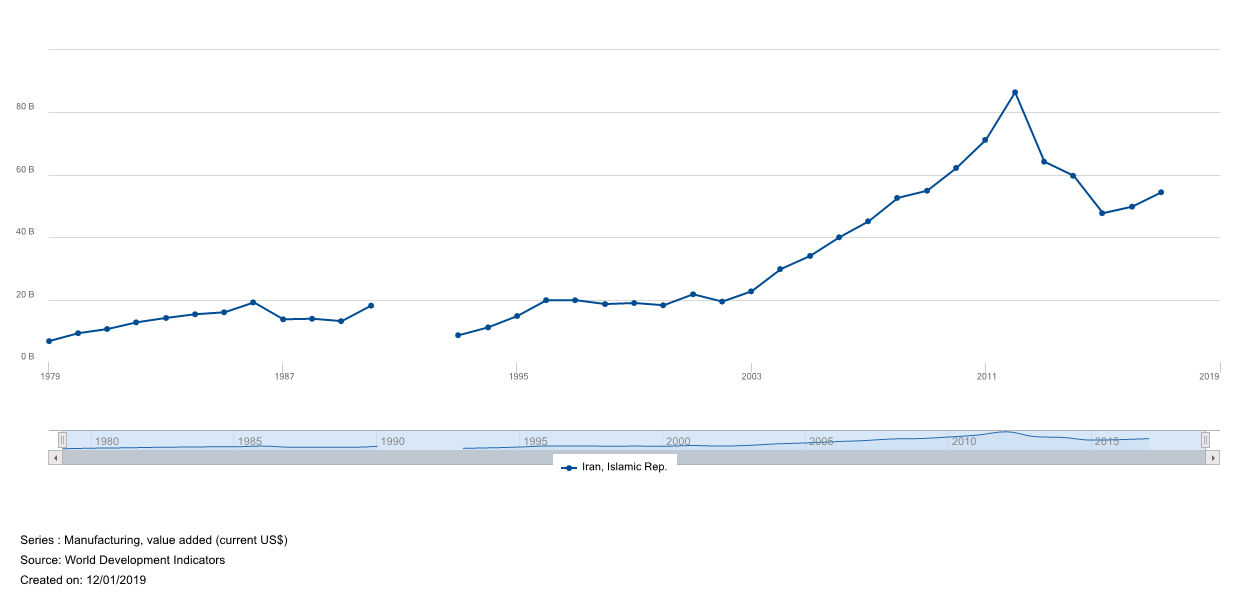
میزان ارزش افزوده تولید (MVA) ایران از سال ۱۹۷۹ تا ۲۰۱۷ - ارزش افزوده تولید با شیبی تند از ۱۹٫۴۱۸ میلیارد دلار در سال ۲۰۰۲ به ۸۶٫۵ میلیارد دلار در سال ۲۰۱۲ رسیده‌است. (منبع: بانک جهانی)

تولید یا فرآوری، از اصطلاحات علم اقتصاد، به معنی تهیه کالا و خدمات مورد نیاز با استفاده از منابع و امکانات موجود است. فعالیّت تولیدی سلسله اقداماتی است که برای تبدیل منابع به کالاهای مورد نیاز صورت می‌گیرد.
در اقتصاد، خلق مطلوبیت از طریق فعالیت انسانی است. تولید از نظر علم اقتصاد، دربردارنده خلق اشیا توسط انسان نیز هست؛ ولی شامل دیگر فعالیت‌های خدماتی چون حفاظت و نگهداری، پاکیزه‌سازی و … هم می‌شود.
تولید عبارت است از هرگونه فعالیت و کار (صرف انرژی) که عنصر یا عناصری از طبیعت را به مصرف انسان نزدیک کند.
تولید را ایجاد فایده و مطلوبیت برای ارضای خواسته‌های افراد می‌دانند؛ در عین حال تولید، رشته‌ای از فعالیت‌های انسانی است که عوامل تولید توسط آن‌ها با یکدیگر ترکیب شده و کالاها و خدمات مورد نیاز افراد را فراهم می‌کند. تولید کردن یعنی ایجاد فواید اقتصادی جدید. مفهوم تولید، علاوه‌بر جریان تغییر کالاها، شامل کلیه خدماتی است که در بهبود فایده کالا مؤثر بوده و به‌هنگام نیاز در دسترس افراد قرار می‌گیرند.
تولیدکنندگان اقتصادی برای کسب سود بیشتر عوامل تولیدی را به‌گونه‌ای مناسب با یکدیگر ترکیب می‌کنند. همچنین روند فعالیت‌های تولیدی آن‌ها چنان است که کمترین هزینه‌های تولیدی را برای یک سطح تولید مشخصی به‌دنبال دارد. به این ترتیب، علاوه‌بر تولید و مباحث مربوط به آن، هزینه‌های تولید نیز نقش مهمی در فعالیت‌های اقتصادی ایفا می‌کنند
مباحث تولید، بخش‌های عمده‌ای از علم اقتصاد را تشکیل می‌دهد. میزان تولیدات و ارزش اقتصادی آن یکی از مهم‌ترین ابزار اندازه‌گیری موفقیت‌های اقتصادی کشورهاست. به‌نظر ژان باتیست سی (Jean Baptiste Say: 1767-1832)، هر کالایی هنگامی تولید تلقی می‌شود، که ارزش آن برای مصرف‌کننده مساوی هزینه‌های تولید باشد. تولیدکننده‌ای که کالایی را تولید کند و قادر به فروش آن نباشد، در حقیقت چیزی تولید نکرده‌است